# 金属粉末射出成型法
金属粉末射出成型法（きんぞくふんまつしゃしゅつせいけいほう、Metal Injection Molding, MIM）は、金属部品製造法の一つであり、粉末冶金（プレス成型）を発展させて1970年代に米国のR.Eウィッチジュニアにより開発された。従来の金属粉末冶金法とプラスチック射出成型法を組み合わせたものである。さらにもう少し射出成形に近づいた成形法がチクソモールディング法であるが、現状では、どちらも一長一短がある。

## 日本における歴史
1980年代より日本国内数社で量産が始まり、撤退や新規参入を繰返し、現在30社程度がコマーシャルベースによる生産を実施している。比較的新しい技術のため、製造方式・理論・ノウハウを各社各様で採用しているのが現状である。近時、日本粉体粉末冶金協会の提唱により、JIS化の動きがある。電子機器、生体医療機器分野への進出が顕著である。

## 特長
- 高精度・複雑形状の製造が可能。
- 金属製品がプラスチックと同じ成型感覚で製造出来る。
- 量産性に優れ、部品間の品質のバラツキが小さい。
- 切削などの後工程処理がなく、鋳造等で不可能な横穴・竪穴が製造可能。
- 微細粉末を原料とするため、溶解しにくいチタンほか、硬質金属・磁石用合金・ステンレス鋼などの難加工材料を利用出来る。
- 強度が高い。
- 製品の大型化が難しいため小型部品に限られ、ダイカストに比べコスト高である。

## 製造工程
原料となる金属粉末とバインダー（結合剤）を混合し、金型に射出成型（グリーン体という）した後、脱脂・焼結（シルバー体）する。
金属の微粉末とバインダーの混合物を金型で射出成形し、取り出した成形品を、真空炉で脱脂と高温焼結をおこない、金属製品をつくりだす方法。
一般的には、金属粉末80 %、バインダー20 %で成形品を製作するが、脱脂、焼結後は、バインダーがゼロとなり、金属の相対密度は98 %程度となり、通常の金属部品として、十分に使用できるものとなる。

## MIMの位置づけ
機械加工、ダイカスト、精密鋳造、粉末冶金に次ぐ第五世代の金属加工法である。